# أوزيبيو أيالا
أوزيبيو أيالا (بالإسبانية: Eusebio Ayala) (و. 1875 – 1942 م) هو سياسي، ودبلوماسي، ومحام، وصحفي من باراغواي .
تولى منصب رئيس الباراغواي .